# Kstovo
Kstovo (ryska Ксто́во) är en stad i Nizjnij Novgorod oblast i Ryssland. Folkmängden uppgick till cirka 67 000 invånare år 2015.